# Europese weg 37
De Europese weg 37 of E37 is een Europese weg die loopt van Bremen naar Keulen. De E37 ligt geheel in Duitsland, is in totaal 336 km lang en volgt in z'n geheel het tracé van de A1.

## Plaatsen langs de E37
Duitsland
- Bremen
- Lohne
- Wallenhorst
- Osnabrück
- Greven
- Bergkamen
- Dortmund
- Wuppertal
- Leverkusen
- Keulen